# Anthony Preston
Anthony Preston es un músico, compositor y productor estadounidense que ha trabajado con artistas internacionales como Britney Spears y David Guetta, y que es reconocido por ser un colaborador habitual del líder de The Black Eyed Peas, will.i.am. Como compositor, sus trabajos más reconocidos son los sencillos «Night of Your Life» de David Guetta con Jennifer Hudson (2011) y, más recientemente, «Work Bitch» de Britney Spears (2013).

## Discografía

### 2011
- David Guetta — Nothing But the Beat — «Night of Your Life» con Jennifer Hudson

### 2012
- Eros Ramazzotti — Somos — «Hasta el éxtasis» con Nicole Scherzinger
- Pitbull — Global Warming — «Last Night» con Havana Brown y Afrojack

### 2013
- Nicole Scherzinger — «Boomerang»
- Britney Spears — Britney Jean — «Work Bitch»